# Gargantua und Pantagruel

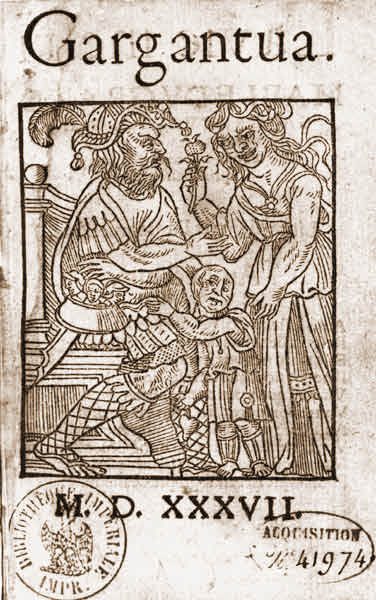
Ausgabe Lyon: Denis de Harsy, 1537.

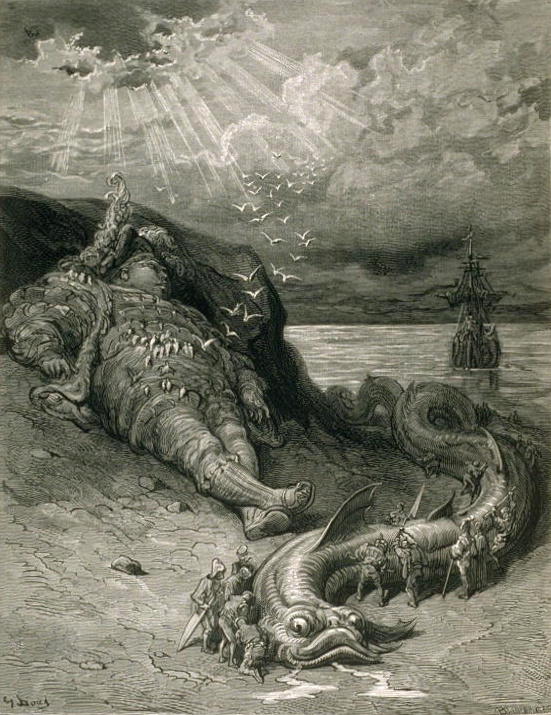
Gustave Doré: Pantagruel, 1873.

Gargantua und Pantagruel ist ein Romanzyklus von François Rabelais, dessen fünf Bände 1532, 1534, 1545, 1552 und 1564 erschienen. Vor allem die ersten beiden Bände waren sehr erfolgreich. Die Bücher stehen in einem lockeren Zusammenhang. Ihr Personalinventar ist weitgehend identisch.
Die beiden Protagonisten, Pantagruel, ein junger Riese, und sein Vater Gargantua, sind heute vor allem noch durch die französischen Adjektive pantagruélique („avoir un appétit pantagruélique“ – einen pantagruelischen Appetit haben) und gargantuesque („un repas gargantuesque“ – ein gargantuesker Schmaus) bekannt. Der zuerst verfasste Pantagruel, für den Rabelais zunächst keine Fortsetzung geplant hatte, trägt den Titel Les horribles et épouvantables faits et prouesses du très renommé Pantagruel, Roi des Dipsodes, fils du grand géant Gargantua. Composés nouvellement par maître Alcofrybas Nasier (deutsch „Die schrecklichen und entsetzlichen Abenteuer und Heldentaten des hochberühmten Pantagruel, König der Dipsoden, Sohn des großen Riesen Gargantua. Neu zusammengestellt von Meister Alcofrybas Nasier“ – ein Anagramm aus Francoys Rabelais). Das Werk war also sogleich als unter einem witzigen Pseudonym veröffentlichte Parodie der Gattung Ritterroman und damit als humoristisch erkennbar.
Nach dem Erfolg schob Rabelais rasch unter demselben Pseudonym und in ähnlicher Machart den Gargantua nach, mit dem Titel La Vie très horrifique du grand Gargantua, père de Pantagruel (deutsch „Das sehr schreckliche Leben des großen Gargantua, Vater von Pantagruel“). Die erheblich später gedruckten weiteren Bände erschienen unter seinem richtigen Namen und tragen die nüchternen Titel Le tiers livre, Le quart livre und Le cinquième livre (deutsch „Das dritte Buch“, „Das vierte Buch“, „Das fünfte Buch“). Sie stehen zudem nicht mehr wie ihre Vorläufer in der Tradition der Ritterroman-Parodien. Die Urheberschaft des fünften Buchs (teilweise zuerst 1562 unter dem Titel L'isle sonnante erschienen) ist umstritten; möglicherweise war es als Teil des dritten Bandes geplant.

## Historischer Hintergrund
Rabelais bezieht sich auf zahlreiche bekannte Schauplätze realer Ereignisse in seinem näheren regionalen Umfeld, der Touraine. Diese Mikrowelt enthält jedoch Anspielungen auf größere historische Ereignisse. So entstehen mehrere Bedeutungsebenen, deren Interpretation durch eine üppige Allegorik noch erschwert wird, in denen sich aber die Epochengrenze zwischen dem demütig-frommen und verängstigten Mittelalter und der heiteren, von italienischer Lebensart beeinflussten Renaissance klar abzeichnet. Dieser Gegensatz spiegelt sich in der Redevielfalt mit Anleihen aus dem Griechischen, dem Hebräischen, dem antiken und mittelalterlichen Latein und der Differenzierung des Französischen durch Einbeziehung von Dialekten, Soziolekten und Tabuiertem.
1532 wurde Frankreich massiv von einer Dürrekatastrophe, die vor allem den Weinbau schädigte, und von der Pest betroffen. Rabelais persifliert und verlacht im ersten Buch nicht nur die drohende kosmische Katastrophe — Pantagruel (eigentlich der Name eines Angst einflößenden Teufelchens, der im Lauf des Romans immer mehr heroische Züge erhält) löscht den kosmischen Brand mit seinem Urin — , sondern er verspottet auch die kirchlichen Rituale und Prozessionen zur Gefahrenabwehr. Der von Rabelais ganz materiell gedachte Körper des Volkes erweist sich als unsterblich; die für dieses Volk stehende oral fixierte Figur des gefräßigen und durstigen Riesen war in Frankreich historisch stets mit Fülle und Überfluss verbunden.
Über den Kontakt mit Jean du Bellay, den er mehrfach nach Rom begleitete, hatte Rabelais zudem Einblick in viele innen- und außenpolitische Vorgänge am Hofe Franz I. sowie in die italienische Renaissancekultur. Der „pikrocholische (bittergallige) Krieg“, ein örtlicher Konflikt an der Loire, an dem Nachbarn von Rabelais beteiligt waren, steht zugleich für den Krieg zwischen Frankreich und Karl V. um Italien. Das dritte Buch behandelt die Verteidigung Korinths, spiegelt aber die von du Bellay geleiteten Verteidigungsanstrengungen der Stadt Paris, die einen Angriff der Habsburger über die Niederlande befürchtete.
Rabelais – wie viele Humanisten – sah sich spätestens bei Erscheinen des dritten Buchs 1546 mit zwei dogmatischen Strömungen konfrontiert: der katholischen Orthodoxie und dem radikalen Calvinismus. Der Wurstkrieg im vierten Buch zeichnet die Konflikte der Genfer Calvinisten nach, deren Dogmatismus immer weiter eskalierte; die Sturmepisode karikiert das gegenreformatorische Konzil von Trient.

## Inhalt

### Pantagruel
Der vollständige Titel für das allgemein als Pantagruel bekannte Buch lautet „Die schrecklichen und entsetzlichen Abenteuer und Heldentaten des hochberühmten Pantagruel, König der Dipsoden, Sohn des großen Riesen Gargantua.“ (Der Originaltitel des Werks war Pantagruel roy des dipsodes restitué à son naturel avec ses faictz et prouesses espoventables). Obwohl manche moderne Ausgaben zu den Arbeiten Rabelais’ Pantagruel als zweiten Band des Zyklus einordnen, war er tatsächlich als erstes veröffentlicht worden. Pantagruel war aber eigentlich der Nachfolger eines anonym verfassten Buches namens Die große Chronik des hervorragenden und enormen Riesen Gargantua (französisch Grandes chroniques du grand et enorme géant Gargantua). Dieser frühe Gargantua-Text, nur dürftig strukturiert, erfreute sich großer Beliebtheit.
Rabelais’ Riesen werden nicht auf eine bestimmte Größe festgelegt, wie etwa in den ersten beiden Bänden von Gullivers Reisen, sondern sie ändern ihre Größe von Kapitel zu Kapitel, sodass die Erzählung wie eine Lügengeschichte wirkt. Beispielsweise passt Pantagruel in einem Kapitel zwar in einen Gerichtssaal, doch ein andermal wohnt der Erzähler sechs Monate lange in Pantagruels Mund und entdeckt dabei ein Volk, das auf dessen Zähnen lebt.

### Gargantua
Nach dem Erfolg von Pantagruel überarbeitete Rabelais sein Ausgangsmaterial und schuf eine verfeinerte Erzählung über das Leben und die Taten von Pantagruels Vater in Das sehr schreckliche Leben des großen Gargantua, Vater von Pantagruel (französisch La vie très horrificque du grand Gargantua, père de Pantagruel), bekannt als Gargantua.
Der Band schließt mit den berühmt gewordenen Kapiteln über die Abtei Thélème (Kapitel 52–57). Rabelais entwirft in satirischer Zuspitzung ein Kloster als verkehrte Welt: Hier leben junge Männer und Frauen gemeinsam, tragen kostbare Kleidung, unterhalten sich mit Spielen und Festen, können heiraten und jederzeit die Abtei verlassen. Die Menschen leben in völliger Freiheit: „Ihre ganze Ordensregel bestand aus einem einzigen Paragraphen, der lautete: Tu, was du willst“ („Fay ce que vouldras“). Die Schilderungen der Abtei Thélème stellen somit eine gesellschaftliche Utopie dar, die darauf gründet, dass „freie Menschen von edler Geburt, guten Kenntnissen und in achtbarer Gesellschaft aufgewachsen ... das Laster fliehen, welchen Trieb man Ehre nennt“. Die teils überspannt ausführlichen Schilderungen der Architektur und Kleidung vermitteln zudem städtebauliche und ästhetische Vorstellungen, die auch als Parodie auf die Utopische Literatur gedeutet werden können – Thomas Morus hatte 1516 sein Utopia veröffentlicht.

### Das dritte Buch
In den letzten drei Büchern kehrt Rabelais zurück zur Geschichte von Pantagruel. Das dritte Buch Pantagruel (französisch Le tiers-livre de Pantagruel, Originaltitel Le tiers livre des faicts et dicts héroïques du bon Pantagruel) betrifft Pantagruel und seinen Freund Panurge, der nichts anderes tut, als sich über das Für und Wider einer Heirat den Kopf zu zerbrechen, ohne zu einem Ergebnis zu kommen. Das Buch endet mit dem Beginn einer Schiffsreise, um das Orakel der göttlichen Flasche zu finden, das die Frage nach der Heirat klären soll.

### Das vierte Buch
Die Seereise dauert während des ganzen vierten Buchs Pantagruel an (französisch Le quart-livre de Pantagruel, Originaltitel Le quart livre des faicts et dicts héroïques du bon Pantagruel). Pantagruel begegnet dabei vielen sonderbaren Personen und Gemeinwesen, die für Pervertierungen des Christentums stehen.

### Das fünfte Buch
Am Ende des fünften Buchs Pantagruel (französisch Le cinquième-livre de Pantagruel. Originaltitel Le cinquiesme et dernier livre des faicts et dicts héroïques du bon Pantagruel), welches posthum um 1564 publiziert wurde und in der Beschreibung des idealen „Antiklosters“ Thélème eine Satire auf einen sich selbst verwirklichenden, dabei korrupten und vergnügungssüchtigen Klerus enthält, wird die göttliche Flasche endlich gefunden. Sie sendet die Botschaft: Trinch! (Trink!)

## Rezeption

### Analyse
Das komplexe Werk wendet sich trotz seiner vielen volkssprachlichen Wendungen und burlesken Motive ohne Zweifel an eine intellektuelle Elite. Diese steht loyal und pflichtbewusst zum König, findet sich aber an einer Epochengrenze und reflektiert die rechte Lebensart (z. B. den Zölibat), welche aus dem antiken Wissen und dem christlichen Glauben kaum mehr abzuleiten ist. Da auch für die Humanisten Ordnung und Sinn aus der
Gesellschaft nicht mehr abzulesen waren, musste die Möglichkeit eines harmonischen Daseins im Individuum gesucht werden.
Der Erfolg Rabelais’ beruht auf der Art, mit der er auf der Stilebene spielerische Ironie und Sarkasmus, derben Witz und pedantische Gelehrtheit, Wortspiele und komisch verwendete echte und fiktive Zitate vermischt und kontrastiert. Die noch unentwickelte französische Schriftsprache, die paradoxerweise wegen der Wiederherstellung des antiken Lateins durch humanistische Philologen und die damit verbundene Zurückdrängung des mündlichen Vulgärlateins an Bedeutung gewann, förderte Rabelais durch die erstmalige Verschriftlichung vieler dialektaler Begriffe. Dadurch vermehrte er den Wortschatz für die „niederen“ Objekte der materiellen Ding- und Körperwelt, während sich spekulative und ideologische Denkformen verflüchtigten. Er gehört damit zu den Dichtern und Philosophen, die dem Kosmos seine Bedrohlichkeit nehmen und die ewige hierarchische Ordnung der Dinge und Werte in ein Nebeneinander in Raum und ein Nacheinander in der Zeit verwandeln.
Auf der Strukturebene kombiniert Rabelais meist knappe, immer wieder die Grenzen zum Phantastischen und Grotesken überschreitende Handlungssequenzen mit längeren Erzähler- und Figurenreden. Die satirische Absicht ist dabei nicht zu übersehen, auch wenn sie sich versteckt, z. B. hinter einer gespielten Naivität. Rabelais wurde denn auch jeweils nach dem Erscheinen der Bände von den konservativen Theologen der Sorbonne attackiert, die in Rabelais den Anhänger eines unorthodoxen, überkonfessionellen Ökumenismus erkannten.
Für Michail Bachtins in den 1930er-Jahren entwickelte Literaturtheorie des Karnevals ist das Werk grundlegend.

### Popkultur
- Die französische Sängerin France Gall besang Gargantua und Pantagruel in dem Lied Gare à toi...Gargantua auf ihrem 1968 erschienenen Album.
- Es gibt einige Menhire, die den Namen Gargantua tragen (Le But de Gargantua, Dent de Gargantua, Doigt de Gargantua, Gravier de Gargantua (Port-Mort), Pierre de Gargantua (Doingt), Pierre de Gargantua (Neaufles-Auvergny) oder Verziau de Gargantua).
- Die britische Band Gentle Giant eröffnete zwei ihrer Alben mit je einem Lied, welches Bezug auf Rabelais’ Romanzyklus nimmt: Acquiring the Taste aus dem Jahr 1971 mit dem Lied Pantagruel’s Nativity und Octopus aus dem Jahr 1972 mit The Advent of Panurge.
- Der Vergnügungspark Mirapolis bei Paris, der von 1987 bis 1991 bestand, hatte eine 35 m hohe, begehbare Gargantua-Figur.
- Im Film Interstellar (2014) wird ein Schwarzes Loch Gargantua genannt. Im Fantasy-Film Under the Mountain (2009) von Jonathan King heißen außerirdische Vulkanmonster Gargantua.
- Gargantua und Pantagruel kommen u. a. im 2016 veröffentlichten Point-and-Click Adventure Tales von Ape Marina und Screen 7 vor.
- Pantagruel ist der Name einer Stadt im 2023 erschienenen Computerspiel „Jagged Alliance 3“ im fiktiven Staat 'Grand Chien'. Die Bar in diesem Ort heißt zudem Gargantua.
- Der deutsche Musiker Simon Slomma hat u. a. zwei EPs mit den Namen Gargantua und Pantagruel veröffentlicht.

## Deutschsprachige Ausgaben
- Abenteuerliche und ungeheuerliche Geschichtsschrift vom Leben, Raten und Taten der Herren Grandgusier, Gargantua und Pantagruel. Erste deutsche Teilübersetzung von Johann Fischart 1575.
- Gargantua und Pantagruel. Übersetzt von Ferdinand Adolf Gelbcke. 2 Bände, Leipzig 1879.
- Des François Rabelais weiland Arznei-Doktors und Pfarrers zu Meudon Gargantua und Pantagruel, verdeutscht von Engelbert Hegaur und Dr. Owlglass. Ausgabe in einem Band mit ausgewählten Illustrationen von Gustave Doré. Biederstein Verlag München 1951.
- Gargantua und Pantagruel. Hrsg. von Ludwig Schrader, 2 Bände, Hanser Verlag München 1964, Übersetzung von Gottlob Regis.
- Gargantua und Pantagruel. I–II, aus dem Französischen übertragen und mit Anmerkungen versehen von Walter Widmer und Karl August Horst, mit einem Nachwort und einem biographischen Abriß von Karl August Horst und sämtlichen 682 Illustrationen von Gustave Doré, München und, in Lizenzausgabe, Stuttgart und Hamburg 1968.
- Horst Heintze, Edith Heintze: François Rabelais – Gargantua und Pantagruel. Insel, Frankfurt am Main / Leipzig 1974,  ISBN 3-458-31777-5.
- Wolf Steinsieck: Gargantua. Pantagruel. Reclam, Stuttgart 2013, ISBN 978-3-15-010874-1.